# Międzynarodowy kod sygnałowy

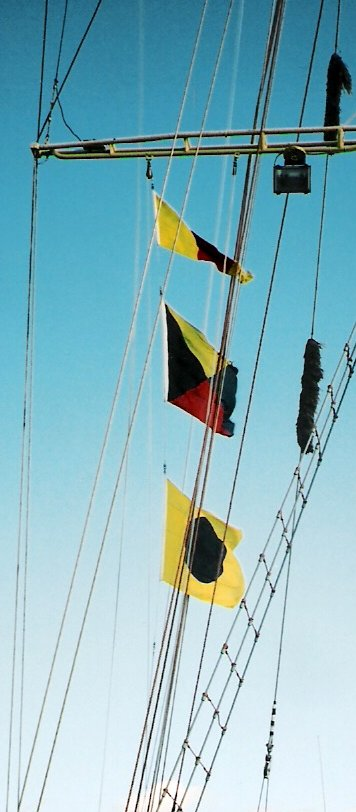
Flagi MKS (0, Z, I) na ORP Iskra

Międzynarodowy kod sygnałowy, MKS – zbiór podstawowych komunikatów kodowych, stosowany do sygnalizacji w żegludze, zatwierdzony przez Międzynarodową Organizację Morską w Londynie w 1969 roku.
Sygnały złożone są z jednej, dwóch lub trzech liter, ale kod umożliwia również przekazywanie dowolnych informacji w trybie „litera po literze”.
- Sygnały jednoliterowe służą do przekazywania wiadomości pilnych, ważnych, często używanych.
- Sygnały dwuliterowe dodatkowo uzupełnione niekiedy cyfrą dotyczą typowych (w żegludze) sytuacji dotyczących bezpieczeństwa ludzi i statków.
- Sygnały trzyliterowe zaczynające się od litery M zarezerwowane są dla korespondencji dotyczącej spraw medycznych i pomocy lekarskiej.

Ustalone, znane powszechnie kody umożliwiają precyzyjną komunikację niezależnie od umiejętności językowych rozmówców.

Krótkie kody umożliwiają szybkie przekazywanie wiadomości za pomocą najprostszych metod. Sygnalizację można prowadzić przy pomocy alfabetu semaforowego, głosu, światła, radia, telegrafu lub flag sygnałowych.
Obecnie rzadko używany ze względu na upowszechnienie radiotelefonu UKF.

## Sygnalizacja głosem
Poszczególne znaki kodu sygnałowego mają nazwy z łatwo wymawianych i odróżnianych słów języka angielskiego. Wymawiać je należy powoli, z wyraźnym podziałem na sylaby i akcentem na wyróżnionej sylabie (patrz: tabele).

## Sygnalizacja alfabetem Morse’a
Alfabet Morse’a stosowany jest w sygnalizacji światłem, dźwiękiem, telegrafem lub ruchami ramion (dla lepszej widoczności trzymając w rękach chorągiewki w jaskrawych barwach).

Oprócz opisanych w tabelach sygnałów MKS stosuje się sygnały specjalne:
| sygnał   | znaczenie                                   |
| -------- | ------------------------------------------- |
| AA AA AA | wywołanie ogólne                            |
| TTTT     | odpowiedź na wywołanie ogólne               |
| DE...    | znak rozpoznawczy (w miejsce wykropkowania) |
| T        | potwierdzenie odbioru                       |
| EEEEE    | pomyłka                                     |

## Sygnalizacja semaforem
Semafor to system sygnalizacji. Alfabet semaforowy to zestaw sygnałów oznaczających litery, cyfry lub znaki umowne, przekazywanych za pomocą 2 chorągiewek, trzymanych przez sygnalistę pod różnymi kątami w stosunku do tułowia. Znaki można również przekazywać za pomocą dwu ruchomych skrzydeł urządzenia sygnalizacyjnego (zwanego semaforem), ustawianych pod różnymi kątami w stosunku do pionu.

## Kod flagowy MKS
Komplet flag kodu składa się z 26 flag literowych, 10 flag cyfrowych, trzech flag zastępczych i jednej flagi o znaczeniu odpowiedź. Wezwaniem do rozpoczęcia sygnalizacji flagami jest podniesienie zestawu YP lub CQ.

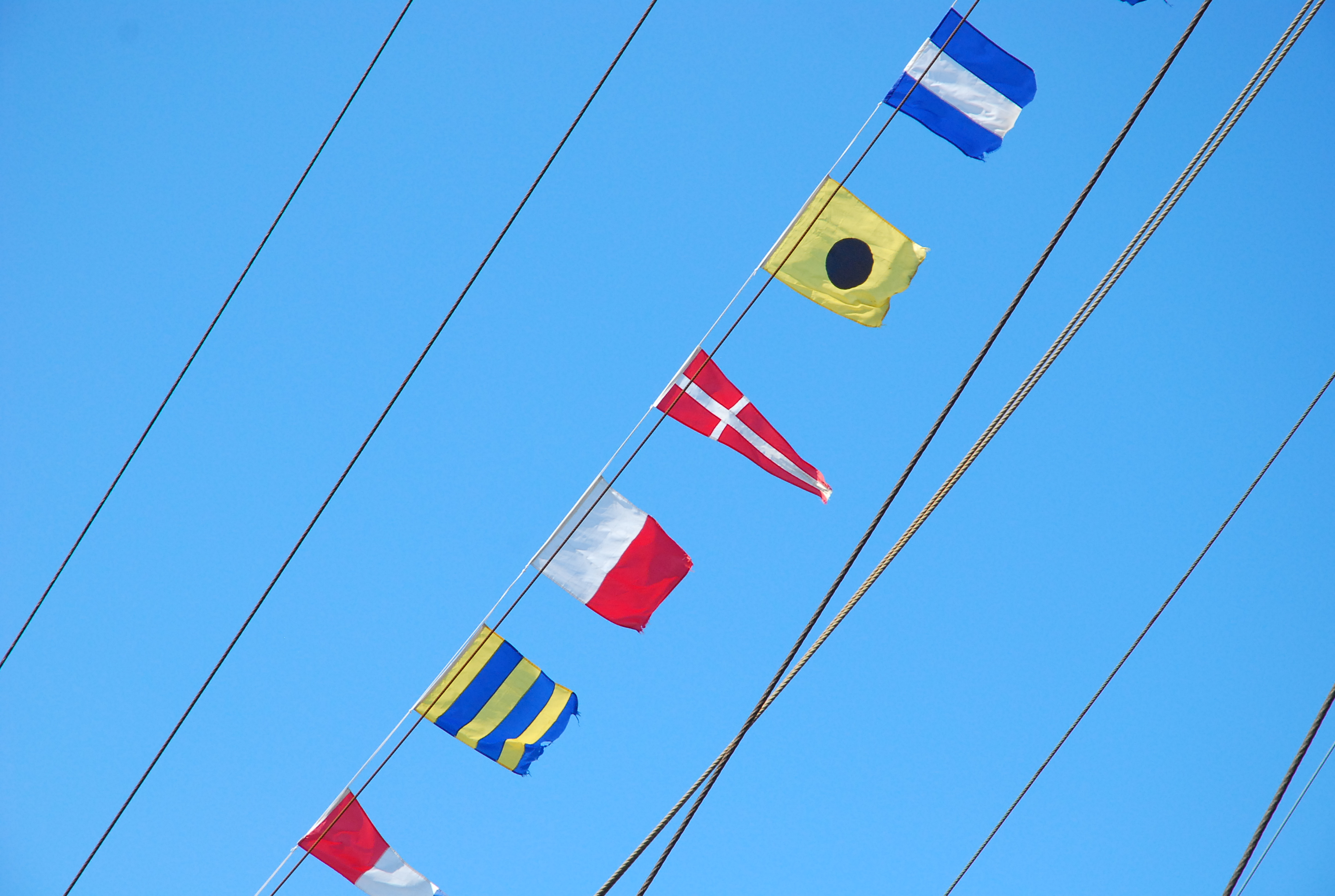
Flagi MKS podczas wielkiej gali banderowej na niemieckim żaglowcu Roald Amundsen
patrząc od dołu z lewej do góry w prawo: 3GH4IJ

### Nadawanie znaków
| [ 1 ] | Statek zamierzający rozpocząć korespondencję podnosi sygnał złożony ze znaków K 6 (patrz tabela poniżej) |
|       | Statek zamierzający rozpocząć korespondencję podnosi sygnał złożony ze znaków K 6 (patrz tabela poniżej) |
|       | Statek, który zauważy sygnał, podnosi do połowy wysokości swojej linki sygnałowej flagę odpowiedzi. Następnie, po zrozumieniu sygnału – podnosi ją na pełną wysokość. Gdy nadający sygnały opuści swoje flagi, odbiorca swoją flagę odpowiedzi opuszcza do połowy, co oznacza gotowość do odebrania następnych znaków. Kiedy nadawca podniesie kolejne sygnały (nie jest ich więcej niż pięć flag naraz), odbiorca po ich zrozumieniu znów podnosi swoją flagę odpowiedzi. |

Taka wymiana znaków trwa rzecz jasna dość długo, zwłaszcza jeśli wiadomości nadawane są litera po literze. Dlatego stosowane są rozmaite skróty, a także jednoliterowe sygnały mające dodatkowe znaczenia, zgodnie z tabelą poniżej.

### Tabele znaków z flagami pojedynczymi
| α | mnem                           | znaczenie | meaning | flaga | Morse |
| A | Alpha AL-FA                    | Mam nurka pod wodą; trzymajcie się z dala i idźcie powoli | I have a diver down; keep well clear at slow speed |       | ·-    |
| B | Bravo BRA-WO                   | Ładuję / wyładowuję / mam na statku ładunki niebezpieczne | I am taking in / discharging / carrying dangerous goods |       | -...  |
| C | Charlie CZAR-LI (SZAR-LI)      | Tak. Potwierdzenie | Yes. Affirmative |       | -.-.  |
| D | Delta DEL-TA                   | Trzymajcie się z daleka ode mnie, manewruję z trudnością | Keep clear of me, I am manoeuvring with difficulty |       | -..   |
| E | Echo EK-O                      | Zmieniam swój kurs w prawo | I am altering my course to starboard |       | .     |
| F | Foxtrot FOKS-TROT              | Jestem niezdolny do ruchu; nawiążcie ze mną łączność | I am disabled; communicate with me |       | ..-.  |
| G | Golf GOLF                      | Potrzebuję pilota Gdy nadany przez statek rybacki oznacza wybieram sieci.                                                                                      | I require a pilot When made by fishing vessel I am hauling nets |       | --.   |
| H | Hotel HO-TEL                   | Mam pilota na statku | I have a pilot on board |       | ....  |
| I | India IN-DI-JA                 | Zmieniam swój kurs w lewo | I am altering my course to port |       | ..    |
| J | Juliet DZU-LI-JET              | Mam pożar i niebezpieczny ładunek na statku, trzymajcie się z dala                                                                                             | I am on fire and have dangerous cargo on board, keep well clear of me |       | .---  |
| K | Kilo KI-LO                     | Chcę nawiązać z wami łączność | I wish to communicate with you |       | -.-   |
| L | Lima LI-MA                     | Zatrzymajcie wasz statek | You should stop your vessel instantly |       | .-..  |
| M | Mike MA-IK                     | Zatrzymałem mój statek i nie posuwam się po wodzie | My vessel is stopped and making no way through the water |       | --    |
| N | November NO-WEM-BER            | Nie. Zaprzeczenie lub zaprzeczenie znaczenia poprzedniej grupy znaków                                                                                          | No. Negative or the significance of the previous group should be read in the negative |       | -.    |
| O | Oscar OS-KAR                   | Człowiek za burtą | Man overboard |       | ---   |
| P | Papa PA-PA                     | W porcie: wszystkie osoby zameldować się natychmiast na statek ponieważ wychodzi w morze W morzu użyte przez statek rybacki: moje sieci zaczepiły o przeszkodę | In harbour: all persons should report on board as soon as possible as the vessel is about to proceed to sea At sea may be used by fishing vessels: my nets have come fast upon an obstruction |       | .--.  |
| Q | Quebec KE-BEK                  | Mój statek jest zdrowy i proszę o prawo poruszania się | My vessel is healthy, and I request free pratique |       | --.-  |
| R | Romeo RO-MI-JO                 | /nie używa się/ | /not used/ |       | .-.   |
| S | Sierra SI-ER-RA                | Moje maszyny pracują wstecz | My engines are going astern |       | ...   |
| T | Tango TANG-GO                  | Trzymajcie się ode mnie z dala; jestem zajęty trałowaniem we dwójkę                                                                                            | Keep clear of me; I am engaged in pair trawling |       | -     |
| U | Uniform JU-NI-FORM (U-NI-FORM) | Kierujecie się ku niebezpieczeństwu | You are running into danger |       | ..-   |
| V | Victor WIK-TOR                 | Potrzebuję pomocy | I require assistance |       | ...-  |
| W | Whiskey ŁYS-KI                 | Potrzebuję pomocy medycznej | I require medical assistance |       | .--   |
| X | X-ray EKS-REJ                  | Wstrzymajcie się z wykonywaniem waszych zamierzeń i uważajcie na moje sygnały                                                                                  | Stop carrying out your intentions and watch for my signals |       | -..-  |
| Y | Yankee JAN-KI (YANG-KI)        | Wlokę kotwicę | I am dragging my anchor |       | -.--  |
| Z | Zulu ZU-LU                     | Potrzebuję holownika Statki rybackie: wydaję sieci | I require a tug Fishing vessels: I am shooting nets |       | --..  |

| # | mnem                   | flaga | Morse |  | # | mnem                 | flaga | Morse |  | # | mnem                 | flaga | Morse |
| 1 | Unaone UNA-UAN         |       | .---- |  | 2 | Bissotwo BIS-SO-TU   |       | ..--- |  | 3 | Terrathree TE-RA-TRI |       | ...-- |
| 4 | Kartefour KARTE-FOER   |       | ....- |  | 5 | Pantafive PANTA-FAJF |       | ..... |  | 6 | Soxisix SOK-SI-SIKS  |       | -.... |
| 7 | Setteseven SET-TE-SEWN |       | --... |  | 8 | Oktoeight OK-TE-EJT  |       | ---.. |  | 9 | Novenine NO-WE-NAJN  |       | ----. |
| 0 | Nadazero NA-DA-ZE-RO   |       | ----- |  |   |                      |       |       |  |   |                      |       |       |

| flaga | znaczenie               |  | flaga | znaczenie            |  | flaga | znaczenie            |  | flaga | znaczenie            |
| ----- | ----------------------- |  | ----- | -------------------- |  | ----- | -------------------- |  | ----- | -------------------- |
|       | flaga kodu i odpowiedzi |  |       | flaga zastępcza nr 1 |  |       | flaga zastępcza nr 2 |  |       | flaga zastępcza nr 3 |

### Przykłady znaków z kilkoma flagami
| Azymut 123                        | A123 |  |  |  |                             |
| Kurs 098                          | C098 |  |  |  |                             |
| Data 12.                          | D12  |  |  |  | stosuje się 2, 4 lub 6 cyfr |
| Odległość 765 Mm                  | R765 |  |  |  |                             |
| Prędkość 14 węzłów                | S14  |  |  |  |                             |
| Czy potrzebny holownik?           | KG   |  |  |  |                             |
| Holownik niepotrzebny             | KG1  |  |  |  |                             |
| Zbliża się huragan. Uważajcie!    | VL   |  |  |  |                             |
| potrzebna łączność po holendersku | ZA0  |  |  |  |                             |
| potrzebna łączność po angielsku   | ZA1  |  |  |  |                             |
| potrzebna łączność po francusku   | ZA2  |  |  |  |                             |

### Ważniejsze sygnały dwuznakowe
| zestaw flag | znaczenie                                                                                          |
| ----------- | -------------------------------------------------------------------------------------------------- |
| AE          | Muszę opuścić statek.                                                                              |
| AL          | Mam lekarza na statku.                                                                             |
| AM          | Czy macie lekarza?                                                                                 |
| AQ          | Mam ofiarę, która musi być natychmiast zabrana.                                                    |
| CJ          | Czy potrzebujecie pomocy?                                                                          |
| CK          | Nie potrzebuję pomocy.                                                                             |
| FA          | Czy możecie podać mi moją pozycję?                                                                 |
| FC          | Wskażcie waszą pozycję za pomocą rakiet lub pochodni.                                              |
| GN          | Zabierzcie ludzi.                                                                                  |
| GW          | Człowiek za burtą. Proszę podjąć akcję w celu wyciągnięcia go z wody.                              |
| HX          | Czy doznaliście uszkodzeń w czasie zderzenia?                                                      |
| KM          | Mogę wziąć was na hol.                                                                             |
| KP          | Zaholujcie mnie do najbliższego portu lub na kotwicowisko.                                         |
| KX          | Przygotujcie się do przyjęcia liny holowniczej.                                                    |
| LG          | Przygotujcie się do rzucenia liny holowniczej.                                                     |
| NC          | Jestem w niebezpieczeństwie, potrzebuję natychmiastowej pomocy.                                    |
| OQ          | Prowadzę kompensację dewiacji kompasu lub kalibruję radionamiernik.                                |
| PM          | Idźcie w moim śladzie torowym.                                                                     |
| QQ          | Proszę o odprawę sanitarną.                                                                        |
| SM          | Dokonuję pomiarów prędkości.                                                                       |
| UM          | Port jest zamknięty dla ruchu.                                                                     |
| UP          | Proszę o zezwolenie na wejście do portu.                                                           |
| UW          | Życzę wam przyjemnej podróży.                                                                      |
| VF          | Podnieście wasz sygnał rozpoznawczy.                                                               |
| VL          | Zbliża się huragan. Zastosujcie odpowiednie środki ostrożności.                                    |
| YP          | Pragnę nawiązać łączność.                                                                          |
| YM          | Kto mnie woła?                                                                                     |
| ZE          | Podejdźcie na odległość kontaktu wzrokowego.                                                       |
| ZW          | Potrzebuję lekarza portowego.                                                                      |
| SQ          | Zatrzymajcie maszyny (uzupełniona cyfrą – 3 znaki: SQ1 – Zatrzymajcie maszyny albo otworzę ogień). |